# Miguel Darío Miranda y Gomez
 Miguel Darío Miranda y Gomez  (19. december 1895 i León, Mexico – 15. marts 1986 i León) var en af Den katolske kirkes kardinaler, og var ærkebiskop af Mexico 1956-1977. 
Han var fængslet og bagefter drevet i landflygtighed under den mexicanske religiøse forfølgelse 1926-1929.
I 1969 ble han kreert til kardinal af pave Paul VI. 